# Токмацька районна рада
Токмацька районна рада — районна рада Токмацького району Запорізької області, з адміністративним центром в м. Токмак.
Токмацькій районній раді підпорядковані 1 міська рада районного значення (Молочанська міська рада) і 12 сільських рад, до складу яких входять 1 місто, 1 селище та 55 сіл.
Населення становить 23,8 тис. осіб. З них 7,0 тис. (29%) — міське населення, 16,8 тис. (71%) — сільське.

## Керівний склад ради
Загальний склад ради: 26 депутатів. Партійний склад ради: «Опозиційний блок» — 9, Всеукраїнське об’єднання «Батьківщина» — 5, Аграрна партія України — 4, БПП "СОЛІДАРНІСТЬ" — 3, "Наш край" — 3, Радикальна партія Олега Ляшка — 2.
- Голова — Мафтуляк Василь Петрович
- Заступник голови — Матвієнко Валерія Валеріївна